# Astoria (Oregon)
Astoria è una città e il capoluogo della contea di Clatsop nell'Oregon, negli Stati Uniti d'America.

## Storia
Fondata nel 1811, Astoria è la città più antica dello stato dell'Oregon ed è stato il primo insediamento statunitense fondato a ovest delle Montagne Rocciose. La contea è situata nell'angolo nord-ovest dell'Oregon e Astoria si trova sulla sponda meridionale del fiume Columbia, dove il fiume sfocia nell'Oceano Pacifico. La città prende il nome da John Jacob Astor, un investitore e imprenditore di New York, la cui American Fur Company fondò Fort Astoria sul sito e creò un monopolio nel commercio delle pellicce all'inizio del XIX secolo. Astoria fu incorporata dall'Assemblea legislativa dell'Oregon il 20 ottobre 1876.
La città è servita dal porto di Astoria in acque profonde. Qui si trova l'aeroporto regionale di Astoria. La U.S. Route 30 e la U.S. Route 101 sono le principali autostrade e il ponte Astoria-Megler la collega al vicino Washington attraverso il fiume. La popolazione era di 9 477 abitanti al censimento del 2010.

## Geografia fisica

### Territorio
Secondo l'Ufficio del censimento degli Stati Uniti, ha una superficie totale di 9,95 mi² (25,77 km²).

### Clima
| Astoria             | Mesi  | Mesi  | Mesi  | Mesi  | Mesi | Mesi | Mesi | Mesi | Mesi | Mesi  | Mesi  | Mesi  | Stagioni | Stagioni | Stagioni | Stagioni | Anno    |
| Astoria             | Gen   | Feb   | Mar   | Apr   | Mag  | Giu  | Lug  | Ago  | Set  | Ott   | Nov   | Dic   | Inv      | Pri      | Est      | Aut      | Anno    |
| ------------------- | ----- | ----- | ----- | ----- | ---- | ---- | ---- | ---- | ---- | ----- | ----- | ----- | -------- | -------- | -------- | -------- | ------- |
| T. max. media (°C)  | 9,9   | 10,9  | 12,1  | 13,6  | 15,8 | 17,7 | 19,7 | 20,4 | 19,8 | 16,1  | 11,9  | 9,3   | 10,0     | 13,8     | 19,3     | 15,9     | 14,8    |
| T. min. media (°C)  | 3,2   | 2,9   | 3,8   | 5,0   | 7,6  | 10,0 | 11,7 | 11,7 | 9,7  | 6,8   | 4,5   | 2,6   | 2,9      | 5,5      | 11,1     | 7,0      | 6,6     |
| Precipitazioni (mm) | 259,1 | 182,6 | 189,2 | 132,1 | 84,1 | 64,8 | 26,2 | 29,5 | 54,4 | 151,9 | 283,2 | 251,0 | 692,7    | 405,4    | 120,5    | 489,5    | 1 708,1 |

## Società

### Evoluzione demografica
Secondo il censimento del 2010, la popolazione era di 9 477 abitanti.
| Censimento (anno) | Popolazione (abitanti) | Variazione % in un decennio |
| ----------------- | ---------------------- | --------------------------- |
| 1860              | 252                    | -                           |
| 1870              | 639                    | + 153,6%                    |
| 1880              | 2 803                  | + 338,7%                    |
| 1890              | 6 184                  | + 120,6%                    |
| 1900              | 8 351                  | + 35,0%                     |
| 1910              | 9 599                  | + 14,9%                     |
| 1920              | 14 027                 | + 46,1%                     |
| 1930              | 10 349                 | - 26,2%                     |
| 1940              | 10 389                 | + 0,4%                      |
| 1950              | 12 331                 | + 18,7%                     |
| 1960              | 11 239                 | - 8,9%                      |
| 1970              | 10 244                 | - 8,9%                      |
| 1980              | 9 998                  | - 2,4%                      |
| 1990              | 10 069                 | + 0,7%                      |
| 2000              | 9 813                  | - 2,5%                      |
| 2010              | 9 477                  | - 3,4%                      |
| Fonte:            |                        |                             |

### Etnie
| Situazione etnica di Astoria | Situazione etnica di Astoria | Situazione etnica di Astoria | Situazione etnica di Astoria | Situazione etnica di Astoria | Situazione etnica di Astoria | Situazione etnica di Astoria | Situazione etnica di Astoria |
| ---------------------------- | ---------------------------- | ---------------------------- | ---------------------------- | ---------------------------- | ---------------------------- | ---------------------------- | ---------------------------- |
| Anno                         | Bianchi                      | Asiatici                     | Nativi americani             | Neri                         | Oceanici                     | Altra razza                  | Due o più razze              |
| 2000                         | 91,08%                       | 1,94%                        | 1,14%                        | 0,52%                        | 0,19%                        | 2,67%                        | 2,46%                        |
| 2010                         | 89,2%                        | 1,8%                         | 1,1%                         | 0,6%                         | 0,1%                         | 3,9%                         | 3,3%                         |

## Cultura

### Media

#### Stampa
Il The Daily Astorian, principale quotidiano del centro abitato, è stato fondato nel 1873, e da allora le pubblicazioni non sono mai state interrotte.

### Cinema
Astoria è la città dove sono ambientati i film I Goonies, Corto circuito, Un poliziotto alle elementari e The Ring 2. Vi sono state girate inoltre alcune scene dei film Free Willy - Un amico da salvare, Free Willy 2 e Point Break - Punto di rottura
Viene citata nel 2003 nel titolo dell'album So long, Astoria del gruppo punk-rock The Ataris.

## Amministrazione

### Gemellaggi
- Walldorf, dal 1963[11]